# Franz Josef Stegmann
Franz Josef Stegmann (* 7. März 1930 in Langenhaslach) ist ein deutscher römisch-katholischer Theologe und Hochschullehrer.
Stegmann studierte an der Ludwig-Maximilians-Universität München und wurde 1962 zum Dr. theol. promoviert. Nach der Habilitation für Christliche Gesellschaftslehre 1972 an der Universität Bonn war er kurzzeitig Dozent an der Pädagogischen Hochschule Rheinland und wurde 1973 als Professor an die Universität der Bundeswehr München berufen. Von 1977 bis zu seiner Emeritierung 1995 hatte er die Professur für Christliche Gesellschaftslehre an der Ruhr-Universität Bochum inne. 2010 erhielt er den Heinrich-Brauns-Preis.
Stegmann lebt heute in Südafrika.